# Reddick (Florida)
Reddick is een plaats (town) in de Amerikaanse staat Florida, en valt bestuurlijk gezien onder Marion County.

## Demografie
Bij de volkstelling in 2000 werd het aantal inwoners vastgesteld op 571.
In 2006 is het aantal inwoners door het United States Census Bureau geschat op 656, een stijging van 85 (14,9%).

## Geografie
Volgens het United States Census Bureau beslaat de plaats een oppervlakte van
3,2 km², geheel bestaande uit land. Reddick ligt op ongeveer 25 m boven zeeniveau.

## Plaatsen in de nabije omgeving
De onderstaande figuur toont nabijgelegen plaatsen in een straal van 32 km rond Reddick.